# Basler Zeitung

Logo 2008

Die Basler Zeitung (kurz BaZ) ist eine Schweizer Tageszeitung mit Sitz in Basel. Sie ging im Januar 1977 aus der Fusion der linksliberalen National-Zeitung mit den bürgerlich-konservativen Basler Nachrichten hervor und wird von den Basler Zeitung Medien herausgegeben. Bevor die Stellung von Christoph Blocher als Miteigentümer Ende 2010 bekannt wurde, hatte die BaZ eine Auflage von gut 83'000 Exemplaren. Seither hat sie sich auf ca. 32'000 mehr als halbiert.
2018 wurde die Zeitung von der TX Group aus Zürich übernommen und zählt gemeinhin als Leitmedium der Stadt Basel.

## Allgemeines
Die werktägliche Ausgabe der Basler Zeitung erscheint in zwei Bünden, die im traditionellen Schweizer Zeitungsformat von 320 × 475 mm geschnitten sind: Der erste Bund ist den politischen Ereignissen im In- und Ausland gewidmet. Dazu kommen Themen aus der Wirtschaft, der Kultur und die Meinungsseite mit den Leserbriefen. Der zweite Teil deckt die regionalen Nachrichten aus den Stadtgemeinden Basel, Riehen und Bettingen ab, danach folgen Berichte aus dem Kanton Basel-Landschaft, dem Fricktal sowie dem Schwarzbubenland. Zusätzlich sind hier die sportlichen Ereignisse eingebettet. Die Abonnenten (nicht die Kioskkäufer) erhalten jeweils samstags auch das Magazin des Zürcher Tages-Anzeigers als Beilage. Bis Anfang des 21. Jahrhunderts erschien jeweils am Freitag eine «Grossauflage», die im Kanton Basel-Landschaft, wo die Basler Zeitung in Konkurrenz zur Basellandschaftlichen Zeitung stand, gratis verteilt wurde.
Am 8. Januar 2012 erschien die erste Ausgabe der Basler Zeitung am Sonntag (kurz BaZ am Sonntag). Sie war im selben Format und Layout gehalten wie die Werktagsausgabe, umfasste allerdings nicht vier Bünde, sondern zwei umfangreiche. Dafür wurden mehrere Redaktionsstellen geschaffen. Am 24. Februar 2013 erschien die letzte Ausgabe der Sonntagsausgabe, seither erhalten die Abonnenten die SonntagsZeitung der Tamedia. 2014 lancierte die Basler Zeitung als Alternative zur Tageszeitung die zweimal wöchentlich erscheinende BaZ Kompakt. Jeweils dienstags und donnerstags informiert die BaZ Kompakt im Tabloidformat über wichtige Hintergrundthemen. Nach nur 14 Monaten wurde der Kiosk-Verkauf der BaZ Kompakt allerdings wieder eingestellt; die Zeitung ist seither noch im Abonnement oder am BaZ-Schalter erhältlich.

## Vorgängerzeitungen

### National-Zeitung

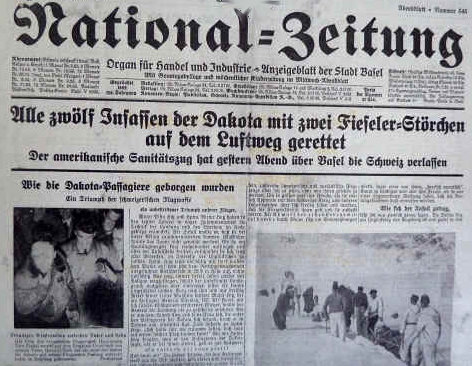
Titelseite der National-Zeitung aus dem Jahr 1946

#### Hauptausgabe
Die erste Ausgabe der Schweizerischen National-Zeitung erschien 1842 in Basel aus Opposition gegen das Ancien Régime. Ab 1877 nannte sich die Zeitung nur noch National-Zeitung (NZ). 1945 übernahm sie die Mehrheit an der Gratiszeitung Baslerstab.
Im Deutschen Reich war die Schweizer National-Zeitung von 1934 bis 1945 verboten, genauso wie auch die Neue Zürcher Zeitung und Der Bund in Bern. Das Verbot wurde als Reaktion auf die Berichterstattung über den so genannten Röhm-Putsch erlassen.
Lange Zeit war die NZ wie die Basler Nachrichten eine bürgerliche Zeitung, bis sie Anfang der 1960er Jahre mit den Radikalen (der heutigen FDP.Die Liberalen) brach und sich ein gesellschaftskritisch-linksliberaler Trend in der Zeitung bemerkbar machte. Das zeigte sich besonders deutlich bei der Berichterstattung über den Zürcher Globuskrawall: Im Gegensatz zu fast allen anderen Schweizer Tageszeitungen bemühte sich die NZ um eine ausgewogene Darstellung der Jugendunruhen, kritisierte die von den Zürcher Behörden befohlenen Knüppelaktionen der Polizei aufs Schärfste und warb um Verständnis für die rebellierende Jugend. Die Ereignisse von 1968 prägten nicht nur die Sicht der Artikel der NZ, sondern auch das politische Bewusstsein einiger Redaktoren. Die zu dieser Zeit diskutierte Demokratisierung erreichte eine Neustrukturierung der Redaktion: Als erste Zeitung der Schweiz erhielt die National-Zeitung am 1. Mai 1970 ein Redaktionsstatut, das der Redaktion ein Mitspracherecht zusicherte, zum Beispiel bei der Anstellung, Umbesetzung und Entlassung eines Redaktors und bei verlegerischen Entscheiden publizistischer und technischer Natur. «Wir haben keinen Chefredaktor, und wir brauchen auch keinen», lautete die Devise. Die demokratische Struktur wurde aber zunehmend autoritärer.
Der Geschäftsgang der Zeitung verlief unerfreulich: 1974 erlitt sie einen grossen Rückgang des Inserateverkaufs. Gegenüber der Zeit vor der damals akuten Ölkrise verkaufte sie dreissig Prozent weniger Anzeigen. Der damalige Verleger Hans-Rudolf Hagemann stellte fest: «Das Inserat ist der rentabelste Artikel, den wir verkaufen», und verkündete im Juni 1975 entsprechende Sparmassnahmen. Unter anderen wurden folgende Massnahmen durchgeführt:
- Der Verkaufspreis einer Zeitungsausgabe wurde von 70 auf 80 Rappen erhöht.
- Bei Trägerdienst, Fuhrpark, Spedition und der Herstellung der Börsenseite arbeitete die National-Zeitung fortan mit den Basler Nachrichten zusammen.
- Der Zeitungsumfang wurde um eine weitere Seite gekürzt.
- Das Honorarbudget wurde um zehn Prozent gekürzt.
- Drei Redaktoren wurden entlassen, und drei Bildredaktorinnen wurden zu Sekretärinnen degradiert. Weitere Entlassungen folgten.

Die National-Zeitung konnte aber trotzdem alleine nicht bestehen; in der ersten grossen Pressefusion der Schweiz schloss sie sich 1977 mit den Basler Nachrichten zur BaZ zusammen.

#### Beilage «Dr glai Nazi»
«Dr glai Nazi» mit dem Untertitel «D’Kinderbylag vo dr Nazi-Zyttig» war eine Beilage der National-Zeitung für Kinder jeweils am Mittwoch. Sie erschien zum ersten Mal 1926 unter dem Titel «Der kleine Nazi – Kinderbeilage der National-Zeitung, Basel». Ab der Nummer 44 des Jahres 1950 (1. November 1950) bis zur letzten Nummer 1977 hiess die Beilage Dr Glai Nazi.
Die Bezeichnung stammt daher, dass die National-Zeitung in Basel im mündlichen Sprachgebrauch «Nazi-Zyttig» (mit kurzem A gesprochen) genannt wurde. Die Bezeichnung hat nichts mit Nazi im Sinn von Nationalsozialist zu tun.

### Basler Nachrichten
Die Basler Nachrichten (BN) wurden 1844 als Nachfolgerin des 1729 gegründeten Avis-Blattes unter dem Titel Allgemeines Intelligenzblatt der Stadt Basel gegründet und waren eine liberal-konservative Tageszeitung. Im Jahre 1856 änderten sie ihren Namen in Basler Nachrichten aus der Schweiz und für die Schweiz und ein Jahr später in Basler Nachrichten. Von 1873 bis 1902 befand sich das Blatt in radikaler Hand; die konservativen Kräfte Basels gründeten an seiner Stelle die Allgemeine Schweizer Zeitung, bis sie die Basler Nachrichten wieder übernehmen konnten. Es stand den Banken nahe: Während langer Zeit präsidierte der Privatbankier Alfred E.Sarasin den Verwaltungsrat. Zugleich war er auch Präsident der Schweizerischen Bankiervereinigung.
Zwischen 1912 und 1924 sowie zwischen 1944 und 1972 erschienen die Basler Nachrichten zweimal täglich, in einer Morgen- und einer Abendausgabe. In der Regel war Ersteres ein Nachrichten-, Letzteres ein Kommentar- und Meinungsblatt, wobei die Ausrichtung der Zeitung meistens derjenigen der Liberalen Partei ähnelte. Das Blatt etablierte sich als eine der führenden Tageszeitungen der deutschsprachigen Schweiz. Im Jahr 1976 wiesen die Basler Nachrichten eine Auflage von 34'000 Exemplaren auf.
Die Basler Nachrichten kämpften wie die National-Zeitung mit finanziellen Problemen. Die BN galten als das Blatt des Basler Daigs und wurden von der Wirtschaft jährlich mit siebenstelligen Beträgen gestützt. Die BN schrieben für eine Minderheit, die als elitär empfunden wurde und durch das starke Wachstum der Stadt Basel an Bedeutung verlor: Die meisten der neuen Einwohner identifizierten sich nicht mit der spezifisch baslerischen Denkweise der BN.

### Die erste grosse Zeitungsfusion der Schweiz
Am 16. November 1976 erfuhr die Öffentlichkeit von der ersten grossen Zeitungsfusion der Schweiz: Die National-Zeitung und die Basler Nachrichten wurden per 31. Januar 1977 zur Basler Zeitung zusammengeschlossen. Der Zusammenschluss wird im Allgemeinen als «Fusion» bezeichnet, in wirtschaftlicher Betrachtung handelt es sich aber um einen Verkauf: Die National-Zeitung AG übernahm die Aktiven und Passiven der Basler Berichtshaus AG (des Verlagshauses der Basler Nachrichten), die darauf liquidiert wurde. Die bisher konkurrenzierenden Verleger begründeten den Zusammenschluss folgendermassen:

«Dieser, nach eingehenden Verhandlungen und in allseitiger Übereinstimmung zustande gekommene, zukunftsweisende Entschluss gründet auf der Erkenntnis, dass nur eine vereinte Anstrengung die immer schwierigeren wirtschaftlichen und technischen Probleme der Presse zu lösen und dem Leser zugleich eine Tageszeitung zu bieten vermag, die seinen hohen Ansprüchen von heute genügt.»

Von den «eingehenden Verhandlungen» drang nichts an die Öffentlichkeit: Obwohl verschiedene Ereignisse in der Vergangenheit (zum Beispiel die gemeinsame Börsenseite ab 1975) rückwirkend als Hinweise auf eine Fusion gewertet wurden, haben die Verleger solche Pläne bis zum Schluss dementiert. Sogar einige Mitarbeiter der NZ erfuhren erst aus der Zeitung von der anstehenden Fusion. Die Mitarbeiter der BN wurden in einer kurzfristig einberufenen Sitzung informiert. Die Fusion wurde als eine Verarmung der Meinungskultur angeprangert. Anhänger der BN sahen darin einen Verrat am Liberalismus, während Sympathisanten der NZ die Basler Wirtschaftskreise beschuldigten, sich so auf einfache Art eine kritische, unbequeme Zeitung vom Hals geschafft zu haben. Die beiden Zeitungen hatten sich auch über ihre Gegensätze definiert. Von nun an musste die neue Redaktion, die sich aus Mitgliedern beider Medienhäuser zusammensetzte, in einer sogenannten Forumszeitung gemeinsam für eine breitere Leserschaft schreiben.
Für die Redaktoren der NZ nahm mit der Fusion das Mitbestimmungsrecht, das die Redaktion der BN nicht kannte, stark ab. Die Fusion verletzte die Redaktionsstatute beider Zeitungen. Verlag und Verwaltungsrat, der von Vertretern der Chemie und der Banken dominiert wurde, sprachen sich mehr Macht zu. Die Gewerkschaften stellten neben dem Verlust von mehr als hundert Arbeitsplätzen fest: «Einmal mehr wird klar, dass Pressefreiheit im ‚freien‘ Markt blosse Verlegerfreiheit ist.» Mit dem Kampf gegen die Umstrukturierung der Redaktion der NZ und dem Protest gegen die Fusion organisierten sich in der Schweiz erstmals Journalisten in grösserem Mass in einer Gewerkschaft, in der Schweizerischen Journalisten-Union (SJU). Dabei wurde auch mit den technischen Mitarbeitern zusammengespannt.

## Neuorientierung 2010/2011

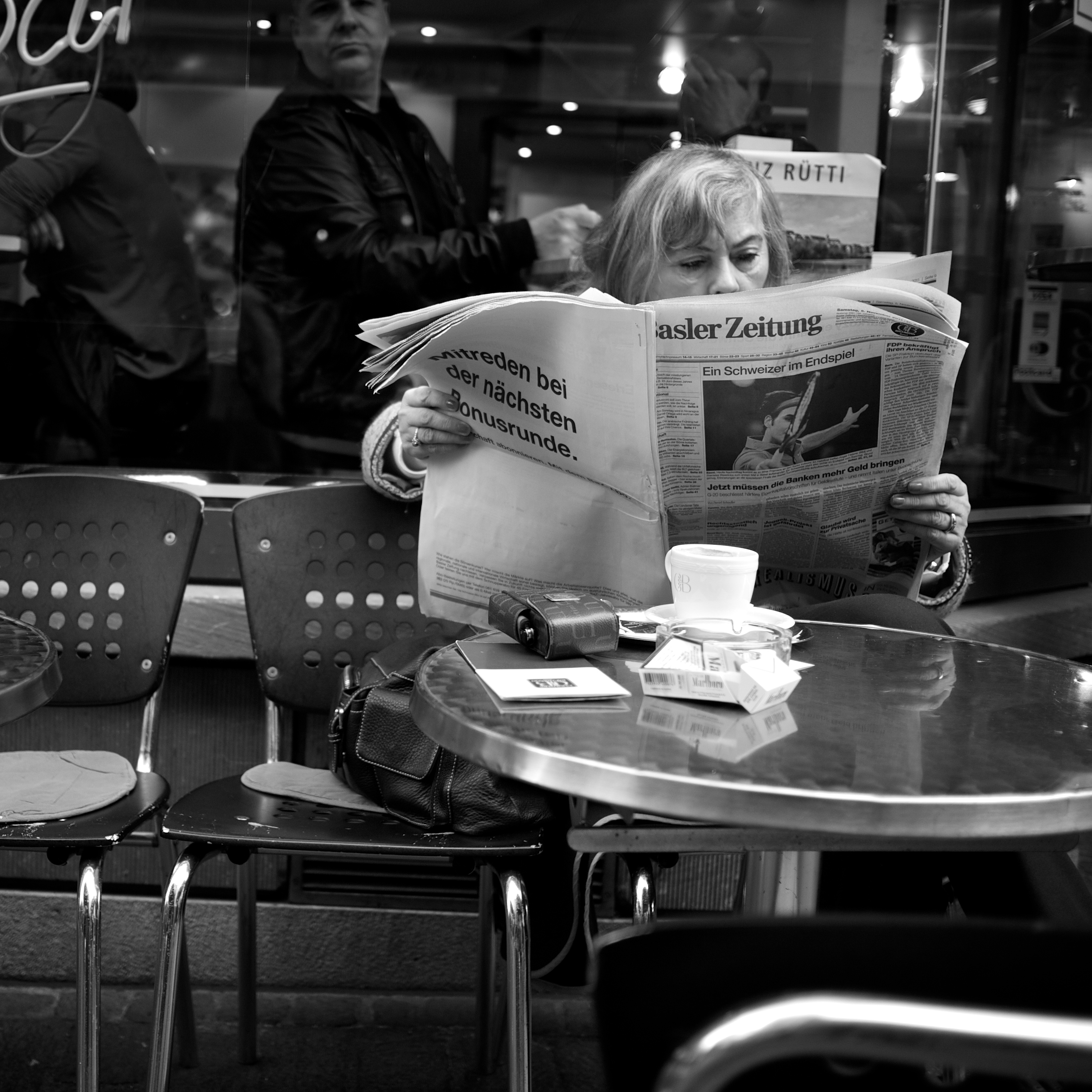
Strassencafé in Basel (2011)

Am 8. Februar 2010 gaben die Verlegerfamilie Hagemann und die Publigroupe den Verkauf ihrer Anteile an der Basler Zeitung Medien an die Investoren Tito Tettamanti und Martin Wagner bekannt. Ende September 2010 verlegte die Holdinggesellschaft der Mediengruppe ihren Sitz von Basel nach Zug, wobei sie in «Watt Capital Holding AG» umbenannt wurde. Domiziliert ist diese in der Kanzlei des Zuger Advokats Ernst Brandenberg, dessen dort tätiger Sohn Manuel Brandenberg führender Zuger SVP-Politiker sowie Verwaltungsratsmitglied der SVP- und AUNS-nahen Zeitung Schweizerzeit ist.
Am 14. November 2010 wurde bekannt, dass die Eigentümer der Mediengruppe Basler Zeitung der Unternehmensberatungs- und Finanzierungsgesellschaft «Robinvest AG», deren Verwaltungsrat aus Christoph Blocher und seiner Tochter Rahel Blocher besteht, ein Beratungsmandat erteilt haben. Blocher leiste mit «Robinvest AG» eine rein industrielle Beratung und nehme nicht auf Zeitungsinhalte Einfluss. Nachdem das Beratungsmandat Blochers bekanntgeworden war, gab es 1600 Abonnementskündigungen. Auch die Redaktion lehnte sich auf. Es kam zu Protestaktionen.
Am 24. November 2010 wurde bekannt, dass die Eigentümer Tettamanti/Wagner die «Basler Zeitung Medien» per sofort und zu 100 Prozent an den Basler Unternehmer und Crossair-Gründer Moritz Suter verkauft haben. Suter wurde Präsident des Verwaltungsrates. In der Folge beendete er das Beratungsmandat von Christoph Blocher. Der Sitz der Holding wurde von Zug nach Basel zurückverlegt. Markus Somm wurde als Chefredaktor bestätigt.
Moritz Suter gab in einem Interview in der NZZ am Sonntag bekannt, dass er lediglich rund eine Million Franken für den Kauf der Holding aufgewendet habe. Die Investoren, denen die über wesentlich mehr Substanzwert verfügende «Basler Nachrichten und National Zeitung AG» (Basler Zeitung Medien) nun gehörte, blieben unbekannt. Markus Somm stellte neue Redaktoren ein, so Eugen Sorg vom Wochenmagazin Die Weltwoche. Am 21. Februar 2011 gab die Basler Zeitung die Entlassung von sechs mehrheitlich progressiv-kritischen Journalisten bekannt.
Die Beschwerden der Vereinigung für kritische Mediennutzung (Februar 2011), der Initiative «Rettet Basel!» (März 2011) sowie eines Journalisten der Basler Zeitung (Mai 2011) beim Schweizer Presserat bezüglich der undurchsichtigen Finanzierung des Blattes wurden am 13. Juli 2011 gutgeheissen: Die wirtschaftliche Beherrschung der Zeitung durch Moritz Suter wurde durch den Schweizer Presserat offiziell angezweifelt und eine entsprechende Offenlegung gefordert.
Am 14. April 2011 wurde als Reaktion auf die Vorgänge bei der Basler Zeitung die «Stiftung für Medienvielfalt» gegründet. Ihr Ziel ist es, ein Konkurrenzprodukt zur Basler Zeitung auf die Beine zu stellen. Die neue Zeitung mit dem Namen TagesWoche erschien zum ersten Mal am 28. Oktober 2011.
Am 12. Dezember 2011 trat Moritz Suter seine Aktien an Rahel Blocher ab und beendete damit seinen Versuch, die Basler Zeitung neu zu organisieren. Er trat als Verwaltungsratspräsident sowie als Verleger zurück. Medien sahen den Verkauf an Christoph Blochers Tochter Rahel als Beweis, dass die Basler Zeitung schon länger von Christoph Blocher gesteuert wurde, trotz seiner Dementis in der Vergangenheit.
Bereits am 14. Dezember 2011 wurde die Basler Zeitung jedoch von der neugegründeten «MedienVielfalt Holding» mit Sitz im Kanton Zug übernommen. Mehrheitsaktionär wurde erneut der Tessiner Financier Tito Tettamanti. Neuer Präsident der Basler Zeitung wurde der Nationalrat Filippo Leutenegger (FDP.Die Liberalen). Das Engagement von Rahel und Christoph Blocher änderte sich in eine durch Christoph Blocher geleistete Defizitgarantie gegenüber den industriellen Bereichen der Basler Mediengruppe.
BaZ-kritische Medien und die ebenfalls BaZ-kritische Aktion «Rettet Basel!» gingen jedoch weiterhin von einem starken Einfluss von Blocher- und SVP-Vertrauten aus.
Die «MedienVielfalt Holding» ist nicht zu verwechseln mit der «Stiftung für Medienvielfalt», der Trägerstiftung der die BaZ konkurrenzierenden TagesWoche. Gemäss Tito Tettamanti handelt es sich bei der Wahl des Namens um einen reinen Zufall.

## Restrukturierung und Neuorientierung 2014
Seit Ende Juni 2014 gehörte die Basler Zeitung zu je einem Drittel Markus Somm, Christoph Blocher und Rolf Bollmann. Sie übernahmen die Aktien von der «MedienVielfalt Holding». Über den Kaufpreis wurde Stillschweigen vereinbart. Das Tätigkeitsgebiet des Medienunternehmens konzentriert sich seither einzig auf die Herausgabe von Basler Zeitung und BaZ Kompakt. Auch die Gratiszeitung Baslerstab war hiervon betroffen und wurde aufgegeben. Alle früheren Aktivitäten wurden verkauft oder eingestellt. Auch Redaktion und Verlag wurden restrukturiert und gestrafft.

## Übernahme durch Tamedia 2018
Am 10. März 2018 wurde bekannt, dass die Basler Zeitung an den Tamedia-Konzern aus Zürich verkauft werde. Am 18. April 2018 bestätigte Tamedia dies. Im Gegenzug würden die 65-%-Beteiligung der Tamedia am Tagblatt der Stadt Zürich sowie die Gratiszeitungen Furttaler und Rümlanger (bisher jeweils 100 % Tamedia) sowie in der Romandie die Beteiligungen an Genève Home Information (GHI) und Lausanne Cités (bisher jeweils 50 % Tamedia) an den bisherigen Besitzer der Basler Zeitung, die Zeitungshaus AG von Christoph Blocher, verkauft. Der Chefredaktor der Basler Zeitung, Markus Somm, werde die Zeitung nach der Übernahme durch Tamedia noch während sechs Monaten als Chefredaktor führen. Anschliessend werde er nach einem Sabbatical als Autor für Tamedia tätig sein.
Am 11. Oktober 2018 genehmigte die Wettbewerbskommission die Übernahme. Am 29. Oktober 2018 gab Tamedia den Vollzug der Transaktion bekannt. Die Basler Zeitung wird damit den Mantel für überregionale Themen von Tamedia übernehmen und mit einer eigenständigen Redaktion aus Basel über alle lokalen, regionalen und kantonalen Ereignisse inklusive Wirtschaft, Kultur sowie Sport berichten. Der Umbau soll bis im Sommer 2019 abgeschlossen sein. Zum neuen Chefredaktor und Nachfolger von Markus Somm ab Januar 2019 wurde der bisherige Sportchef der Basler Zeitung, Marcel Rohr, ernannt. Er kündigte an, er wolle die BaZ «ein Stück weit entpolitisieren».

## Chefredaktoren
- 1977–1978 Alfred Peter (Chefredaktor; vormals Vorsitzender der Redaktionsleitung bei der National-Zeitung) und Oskar Reck (Chefredaktor für Bundespolitik; vormals Chefredaktor der Basler Nachrichten)
- 1978–1983 Gerd H. Padel
- 1983–2003 Hans-Peter Platz
- 2004–2006 Ivo Bachmann
- 2007–2010 Matthias Geering
- 2010–2018 Markus Somm
- seit 2019 Marcel Rohr[40]

## Bekannte Redaktoren
- Bea Wyler
- -minu